# Andrzej Jakubiec
Andrzej Jakubiec (ur. 18 marca 1972, zm. 27 kwietnia 2012 w Warszawie) – polski lekkoatleta, średniodystansowiec, dwukrotny mistrz Polski.
Odpadł w eliminacjach biegu na 1500 metrów na mistrzostwach świata juniorów w 1990 w Płowdiwie. Na mistrzostwach Europy juniorów w 1991 w Salonikach odpadł w półfinale biegu na 800 metrów. Był mistrzem Polski juniorów na 800 metrów w 1990 i na 1500 metrów w 1991.
Jako senior był mistrzem Polski na 800 metrów w 1992 oraz na 1500 metrów w 1993, wicemistrzem na 800 m w 1995 oraz brązowym medalistą w sztafecie 4 × 400 metrów w 1993. Zdobył również halowe wicemistrzostwo Polski na 1500 m w 1993. W 1995 wystąpił w reprezentacji Polski w Pucharze Europy, zajmując 2. miejsce w biegu na 800 m.
W 1995 zakończył karierę w związku z wyjazdem na studia do Stanów Zjednoczonych.
Rekordy życiowe:
| Konkurencja         | Data i miejsce          | Wynik   | Źródło      |
| ------------------- | ----------------------- | ------- | ----------- |
| bieg na 800 metrów  | 25 czerwca 1985, Lille  | 1:47,15 | [ 7 ] [ 8 ] |
| bieg na 1000 metrów | 14 maja 1989, Bydgoszcz | 2:30,40 | [ 8 ]       |
| bieg na 1500 metrów | 9 czerwca 1993, Sopot   | 3:42,03 | [ 7 ] [ 8 ] |

Był zawodnikiem klubów Orlę Szczecinek i AZS Poznań.